# Nicolás Lamolina
Nicolás Lamolina (San Fernando, Buenos Aires; 7 de diciembre de 1982) es un árbitro internacional de fútbol argentino, que dirige en la Primera División de Argentina y encuentros correspondientes a Copa Libertadores de América y Copa Sudamericana. Es hijo del ex árbitro Francisco Lamolina.

## Arbitraje
Su debut fue en el año 2014, dirigiendo el partido entre Olimpo y Defensa y Justicia, con empate 0 a 0. Está adherido a la Asociación Argentina de Árbitros.
En 2025 tuvo una polémica en un partido entre Racing Club y Barracas Central, en cancha del primero. Al local se le anularon dos goles y, sobre el final, se cobró un penal para la visita tras una falta ocurrida antes del segundo gol de «la Academia», llevándose «el Guapo» una victoria 1–0.  Algunos medios señalaron la mano negra de Claudio Tapia, presidente de la AFA e intrínsecamente ligado a Barracas, como principal responsable de la derrota. A este partido se lo conoció como «El robo de Alsina y Colón» por periodistas partidarios de Racing.

## Futbolista
Nicolás también se desempeñó como futbolista en el ascenso del fútbol argentino defendiendo las camisetas de Tigre, El Porvenir y Central Ballester antes de dedicarse al arbitraje. Se desempeñaba como centrocampista.